# Xiphocentron
Xiphocentron är ett släkte av nattsländor. Xiphocentron ingår i familjen Xiphocentronidae.

## Dottertaxa tillXiphocentron, i alfabetisk ordning[1]
- Xiphocentron albolineatum
- Xiphocentron alcmeon
- Xiphocentron alecto
- Xiphocentron asilas
- Xiphocentron aureum
- Xiphocentron bilimekii
- Xiphocentron borinquense
- Xiphocentron caenina
- Xiphocentron cubanum
- Xiphocentron cuyense
- Xiphocentron erato
- Xiphocentron euryale
- Xiphocentron evandrus
- Xiphocentron fuscum
- Xiphocentron ilionea
- Xiphocentron insulare
- Xiphocentron julus
- Xiphocentron lavinia
- Xiphocentron lobiferum
- Xiphocentron messapus
- Xiphocentron mexico
- Xiphocentron mezencius
- Xiphocentron mnesteus
- Xiphocentron moncho
- Xiphocentron nesidion
- Xiphocentron numanus
- Xiphocentron parentum
- Xiphocentron pintadum
- Xiphocentron piscicaudum
- Xiphocentron polemon
- Xiphocentron prolixum
- Xiphocentron regulare
- Xiphocentron rhamnes
- Xiphocentron saltuum
- Xiphocentron serestus
- Xiphocentron steffeni
- Xiphocentron stenotum
- Xiphocentron sturmi
- Xiphocentron surinamense
- Xiphocentron tarquon